# Eckhard Gerber

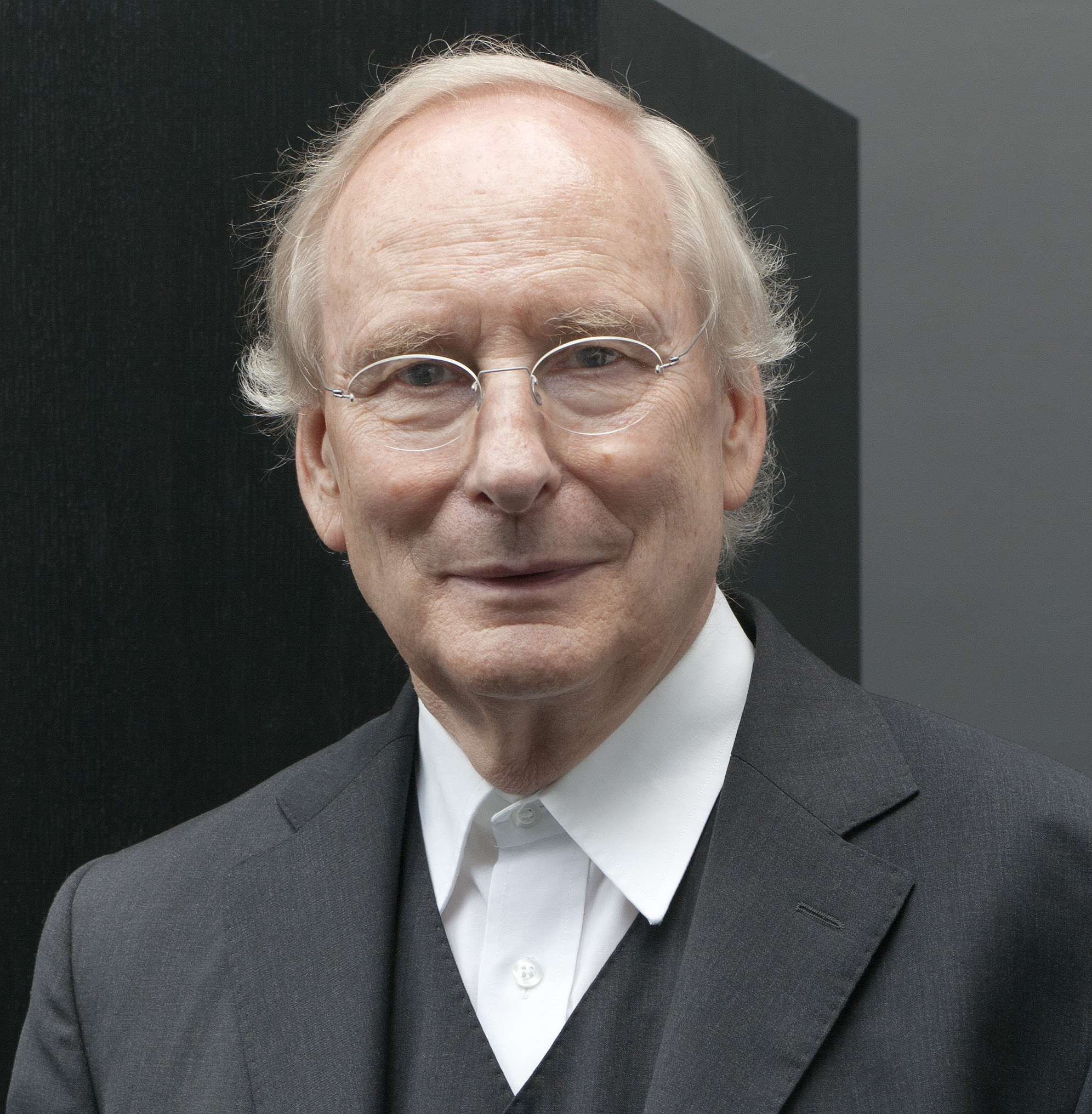
Eckhard Gerber

Eckhard Gerber (* 13. Oktober 1938 in Oberhain) ist ein deutscher Architekt und Hochschullehrer. Er führt ein international tätiges Architekturbüro in Dortmund mit weiteren Standorten in Hamburg, Berlin, Münster, Düsseldorf, Riad und Shanghai.

## Leben und Werk
Eckhard Gerber ist Spross eines evangelischen Pfarrhauses in Thüringen. Er wuchs in einer musischen Familie mit fünf Geschwistern  in Großenlupnitz bei Eisenach und von 1951 bis 1957 in Großheringen bei Weimar auf. 1957 bestand er sein DDR-Abitur in Apolda.
1957 legte er das Abitur in West-Berlin ab, floh 1958 in die Bundesrepublik Deutschland und absolvierte dort sein Architekturstudium an der Technischen Universität Braunschweig. Nach dem Diplom begann Eckhard Gerber 1966 zusammen mit Manfred Lange seine selbstständige Tätigkeit als freischaffender Architekt unter der Bezeichnung „Werkgemeinschaft 66“ in Meschede/Sauerland. Von 1973 bis 1975 war er auch als Assistent am Lehrstuhl Harald Deilmann an der Universität Dortmund tätig. Seit 1979 führt er – nach dem plötzlichen Tod seines damaligen Büropartners Dirk Stelljes – das Büro „Gerber Architekten“ mit Sitz in Dortmund als alleiniger Inhaber fort. 1981 erhielt er einen Ruf an die Universität Essen als Professor für „Grundlagen der Gestaltung und angewandte Gestaltungslehre“ im Fachbereich Architektur und Landespflege. 1990 folgte der Ruf an die Bergische Universität Wuppertal, an der er bis 2004 „Grundlagen der Gestaltung und Entwerfen“ lehrte und von 1995 bis 1999 auch Dekan der Architekturfakultät war. Von 2004 bis 2012 nahm er die Professur für das Lehrgebiet „Grundlagen der Gestaltung und des Entwerfens“ im Masterstudiengang REM&CPM an der Bergischen Universität Wuppertal wahr. Seit 2008 erweiterte Eckhard Gerber das Büro mit Standorten in Hamburg, Berlin, Münster, Düsseldorf, Riad und Shanghai mit circa 340 Mitarbeitern. 2017 erhielt er zwei Gastprofessuren in China, am Harbin Institute of Technology und an der Dalian University of Technology School of Architecture and Fine Art. 2018 berief ihn der Bundesverband mittelständische Wirtschaft (BVMW) in den Wirtschaftssenat. 2021 erhielt Eckhard Gerber den Landesverdienstorden NRW für seine Arbeit als Architekt und kultureller Brückenbauer.
Eckhard Gerber war von 1993 bis 2010 Vorsitzender des Dortmunder Kunstvereins, bis 2009 Mitglied im Gestaltungsbeirat der Stadt Moers, von 2011 bis 2014 Mitglied im Gestaltungsbeirat der Stadt Bielefeld, seit 1969 Mitglied im Bund Deutscher Architekten (BDA) und im Deutschen Werkbund (DWB). Er nahm an über 200 Preisgerichtsverfahren teil und davon über 120 mal als Juryvorsitzender bei nationalen und internationalen Wettbewerben.

## Bauten (Auswahl)
- Stadthalle Hagen, 1981
- U-Bahnhof Stadtgarten, Dortmund, 1981
- 2. Bildungszentrum der Bundesfinanzverwaltung Münster, 1987
- Jakob-Henle-Haus in Lünen-Nordlünen, Cappenberger Str. 86, 1987/88
- Staats- und Universitätsbibliothek, Göttingen, 1993
- Harenberg City-Center, Dortmund, 1994
- Bundesministerium für Verkehr, Bau und Stadtentwicklung, Berlin, 1998
- MDR Landesfunkhaus Sachsen-Anhalt, Magdeburg, 1998
- Konzertsaal der Hochschule für Musik und Theater „Felix Mendelssohn Bartholdy“, Leipzig, 2001
- Neue Messe Karlsruhe, 2003
- RWE Tower, Dortmund, 2005
- Rudolf-Virchow-Zentrum der Universität Würzburg, 2009
- Dortmunder U – Zentrum für Kunst und Kreativität, Dortmund, 2010
- King Salman Science Oasis, Riad, Saudi-Arabien, 2010
- Hochschule für angewandte Wissenschaften Würzburg-Schweinfurt, 2012
- Olaya Iconic Station, Riad, Saudi-Arabien, 2012
- Otto-Stern-Zentrum der Goethe-Universität, Campus Riedberg, Frankfurt am Main, 2012
- Biologicum der Goethe-Universität, Campus Riedberg, Frankfurt am Main, 2012
- King Fahad Nationalbibliothek, Riad, Saudi-Arabien, 2013
- Neubau zur Erweiterung der Handwerkskammer Dortmund, 2014
- Berufskollegs Dortmunder U, Dortmund, 2015
- Volksbank Krefeld, 2015
- Institut für Physik und Forschungsgebäude Leben, Licht & Materie der Universität Rostock, 2015
- Kunst- und Mediencampus Finkenau, Hamburg, 2015
- Institutsgebäude der Chemie und Hörsaalgebäude der Justus-Liebig-Universität, Gießen, 2016
- Zentrum für Integrative Infektionsforschung (CIID) der Universität Heidelberg, 2017
- Versuchs- und Lehranstalt für Brauerei, Berlin, 2017
- Studentisches Wohnen „Apartunities 522“ Würzburg, 2018
- Doppeltürme in Jinan, China

## Zusammenarbeit mit Künstlern
Eckhard Gerber arbeitete von Beginn an bei seinen öffentlichen Bauten mit zeitgenössischen Künstlern zusammen, so entstanden oftmals sehr raumbezogene Projekte mit Hugo Kükelhaus, Emil Schuhmacher, Friedrich Meckseper, Klaus Bönninghausen, Wilfried Hagebölling, Andreas M. Kaufmann, Vadim Kosmatschof, Eberhard Linke, Pitt Moog, Matt Mullican, Hubertus von Pilgrim, Erich Reusch, George Rickey, Aen Sauerborn, Walter Schneider, Jürgen Weber, Ekrem Yalcindag, Horst Linn, Günther Zins, Philipp Dreber  und Nevin Aladag.

## Auszeichnungen (Auswahl)
- 1974: Förderpreis des Landes Nordrhein-Westfalen für junge Künstlerinnen und Künstler
- 1994: BDA-Preis Niedersachsen für die Niedersächsische Staats- und Universitätsbibliothek, Göttingen
- 2008: Erlweinpreis der Stadt Dresden[21]
- 2012: Antonio-Petrini-Preis[22]
- 2014: ICONIC Award[23]
- 2014: Carl-Friedrich Fischer Preis[24]
- 2014: Meed Award[23]
- 2014: International Architecture Design Award[23]
- 2015: Architizer A+ Award[25]
- 2021: Landesverdienstorden NRW

## Veröffentlichungen (Auswahl)
- Georg-August-Universität Göttingen. Niedersächsische Staats- und Universitätsbibliothek Göttingen, Staatshochbauverwaltung des Landes Niedersachsen, Georg-August-Universität Göttingen, 1993.
- Bibliothek Göttingen. In: Bauwelt, Nr. 15, Berlin 1994.
- Eckard Gerber und Partner: Neue Wege zur Architektur. Pläne, Modelle und Projekte 1984–1994. Harenberg Edition, Dortmund 1994, ISBN 3-611-00425-1.
- Hubertus Hast: Zukunft im Ruhrgebiet - Das Harenberg City-Center in Dortmund. Harenberg-Verlag, Dortmund 1994, ISBN 3-611-00399-9.
- Verlagshaus Harenberg. In: Bauwelt Sonderdruck, Nr. 29/30, Berlin 1995.
- Klaus-Dieter, Weiß: Eckhard Gerber Architekten. Orte der Arbeit und Kommunikation (= Architypus; 4; Skala für Architektur und Typologie). Vieweg Verlagsgesellschaft, Braunschweig/Wiesbaden 1998, ISBN 978-3-528-08126-3.
- Gert Kähler, Eckhard Gerber, Klemens Ortmeyer: Komplexität für eine offene Gesellschaft. Eckhard Gerber Architekten. Kreishaus Vechta. Harenberg Edition, Dortmund 1998, ISBN 3-611-00747-1.
- mdr Landesfunkhaus Magdeburg. In: Bauwelt Sonderdruck, Nr. 10, Berlin 1999.
- Müller + Busmann. build + Das Architektenportrait. Verlag Müller + Busmann, Wuppertal 2004, ISSN 1619-3512.
- Hans-Jürgen Landes, Frank R. Werner: Gerber Architekten, Messe Karlsruhe (= Opus; Band 57). Edition Axel Menges, Stuttgart/London 2005, ISBN 978-3-932565-57-1.
- Olaf Winkler: RWE Tower Dortmund. Gerber Architekten. Junius, Hamburg 2006, ISBN 978-3-88506-565-4.
- Kurt Wettengel: Stadträume, Orte, Architektur. Urban Spaces, Loci, Architecture. Gerber Architekten. Wasmuth, Tübingen/Berlin 2006, ISBN 978-3-8030-0666-0.
- Gerber Architekten: Projekte + Bauten 1979–2009. Gerber Architekten, Dortmund 2009.
- Falk Jaeger: Dortmunder U - Die Architektur. Druckverlag Kettler GmbH, Bönen/Westfalen 2010.
- Dortmunder U. In: Bauwelt Sonderdruck, Nr. 45.10, Berlin 2010.
- Gerber Architekten: Hochschule für angewandte Wissenschaften Würzburg Schweinfurt. 2011.
- Haselnussstrauch und Wüstenzelt. Saudische Verhältnisse. In: Bauwelt Sonderdruck, Nr. 43.13, Berlin 2013.
- Frank R. Werner: Eckhard Gerber Baukunst. Bauten und Projekte 1966–2013. Jovis Verlag, Berlin 2013, ISBN 978-3-86859-265-8.
- Ralf Ferdinand Broekman, Olaf Winkler, Bianca Murphy (Übers.): Laborbauten von Gerber Architekten. Laboratory Buildings by Gerber Architekten. Müller + Busmann, Wuppertal 2013, ISBN 978-3-941217-06-5.
- Frank R. Werner: Eckard Gerber Baukunst 2 – Gerber Architekten Bauten und Projekte 2013–2016. Jovis Verlag, Berlin 2016, ISBN 978-3-86859-398-3.
- Andreas Broeckmann, Dieter Nellen: Dortmunder U - Zentrum für Kunst und Kreativität. Kettler, Bönen 2016, ISBN 978-3-86206-058-0.
- Meilensteine aus fünf Jahrzehnten. 50 Jahre Gerber Architekten. Aedes Architekturforum, Berlin 2017.
- Dieter Nellen, Jürgen Tietz (Hrsg.): Vom Klang der Architektur. Eckhard Gerber. Jovis Verlag, Berlin 2019, ISBN 978-3-86859-491-1.

## Belege
1. ↑  Website Gerber Architekten.
2. ↑  Jürgen Tietz: Vom Klang der Architektur. Biographische Notizen zu Eckhard Gerber: Thüringer Wurzeln. In: Dieter Nellen, Jürgen Tietz (Hrsg.): Vom Klang der Architektur - Eckhard Gerber. 2. Auflage. jovis Verlag GmbH, Berlin 2022, ISBN 978-3-86859-491-1, S. 16–36.
3. ↑  Dieter Nellen, Jürgen Tietz (Hrsg.): Vom Klang der Architektur. 2. Auflage. Jovis Verlag, Berlin 2022, ISBN 978-3-86859-491-1.
4. ↑  Eckhard Gerber, Dierk Stelljes: Werkgemeinschaft 66 Wettbewerbe Projekte Bauten 1966-76. Verlag Wettbewerbe aktuell, Reischach 1976.
5. ↑  Frank R. Werner (Hrsg.): Eckhard Gerber Baukunst. Bauten und Projekte Building and Projects 1966-2013, Nr. 1. Jovis, Berlin 2013, ISBN 978-3-86859-265-8.
6. ↑  Vorstellung der Referenten der 5. JUNG Architekturgespräche. In: jung.de, 31. Mai 2018.
7. ↑  Berufung von Prof. Eckhard Gerber in den Wirtschaftssenat (Memento des Originals vom 12. Juni 2018 im Internet Archive)  Info: Der Archivlink wurde automatisch eingesetzt und noch nicht geprüft. Bitte prüfe Original- und Archivlink gemäß Anleitung und entferne dann diesen Hinweis.. In: bvmw.de, 1. Juni 2018.
8. ↑  Verdienstorden des Landes Nordrhein-Westfalen | Land.NRW. Abgerufen am 12. September 2024.
9. ↑  Festakt und 70-Seiten-Magazin zum 25-Jährigen Jubiläum des Dortmunder Kunstvereins (Memento vom 12. Juni 2018 im Internet Archive). In: RuhrNachrichten.de, 19. November 2009.
10. ↑  Gestaltungsbeirat verabschiedet Professor Gerber (Seite nicht mehr abrufbar, festgestellt im Dezember 2024. Suche in Webarchiven)  Info: Der Link wurde automatisch als defekt markiert. Bitte prüfe den Link gemäß Anleitung und entferne dann diesen Hinweis.. In: moers.de, 15. Oktober 2009.
11. ↑  Eckhard Gerber zu Raumgestaltung. In: schulbau-messe.de, 7. November 2016.
12. ↑  Mitgliedersuche BDA. In: bda-bund.de, 30. Mai 2018.
13. ↑  Mitglieder des DWB. In: deutscher-werkbund.de, 30. Mai 2018.
14. ↑  Rouven Lotz: Ideen und Interventionen: Bauen mit Kunst. Hrsg.: Dieter Nellen / Jürgen Tietz. Jovis, Berlin 2019, ISBN 978-3-86859-491-1, S. 236–251.
15. ↑  Weiß, KD: Eckhard Gerber Architekten. Architypus. Hrsg.: Weiß, KD. Vieweg+Teubner Verlag, Wiesbaden 1998, ISBN 978-3-528-08126-3, S. 40–45.
16. ↑  Farbintensive Ornamente im Chemie-Neubau. Abgerufen am 12. September 2024.
17. ↑  Ruhr Tourismus GmbH / RuhrKunstMuseen: Leucht-Turm. Abgerufen am 12. September 2024.
18. ↑  Ausstellungsverzeichnis - Günther Zins. Abgerufen am 12. September 2024.
19. ↑  Philipp Dreber: Philipp Dreber Artist. Abgerufen am 12. September 2024 (englisch).
20. ↑  Wettbewerbe-aktuell: Ergebnis: Kunst am Bau für das Tiermedizinisches Zentrum für Resistenzforschung der Freien Universität Berlin (TZR). Abgerufen am 12. September 2024.
21. ↑  Dresdner Heimatbauten Erlweinpreis 2008 vergeben. In: Baunetz. 25. September 2008, abgerufen am 9. Mai 2019.
22. ↑  Antonio-Petrini-Preis. In: Würzburg Wiki. Abgerufen am 9. Mai 2019.
23. 1 2 3  Gerber Architekten win major architecture award (Memento vom 9. Mai 2019 im Internet Archive)
24. ↑  Carl-Friedrich Fischer Preis 2014 Humanes Wohnen. In: Competition Online. Abgerufen am 9. Mai 2019.
25. ↑  Architizer recognizes 150 firms for A+ Awards. In: Business of Home. 20. April 2015, abgerufen am 9. Mai 2019 (englisch).

| Personendaten    | Personendaten                           |
| ---------------- | --------------------------------------- |
| NAME             | Gerber, Eckhard                         |
| KURZBESCHREIBUNG | deutscher Architekt und Hochschullehrer |
| GEBURTSDATUM     | 13. Oktober 1938                        |
| GEBURTSORT       | Oberhain                                |